# セスナ 408 スカイクーリエ
セスナ 408 スカイクーリエ
飛行試験中のセスナ408
- 用途：汎用機
- 分類：中小型機（大きさによる分類）
- 製造者：テキストロン・アビエーション（セスナ）
- 運用者：個人、事業用
- 初飛行：2020年5月17日[1]
- 生産開始：2022年
- 運用状況：製造中
- ユニットコスト：旅客型:660万ドル[2] 貨物型:580万ドル[2]

セスナ 408 スカイクーリエ（英語：Cessna 408 SkyCourier）は、アメリカのテキストロン・アビエーション（セスナ）によって開発された汎用航空機。2017年11月28日、航空貨物会社フェデックス・エクスプレスから確定50機、オプション50機の発注を受けたことで開発が開始された。2020年5月17日に初飛行を行い、2022年3月11日に連邦航空局（FAA）から型式証明の認定が行われている。
スカイクーリエは、双発の高翼機で、19人乗りの旅客型または3つのLD3コンテナを搭載できる貨物型として運用することが可能。機体は非与圧式でアルミニウム製、エンジンはプラット・アンド・ホイットニー・カナダ製のPT6Aターボプロップエンジンを搭載、降着装置は固定式である。アビオニクスには一体式計器となるガーミン「G1000 NXi」プライマリ・フライト・ディスプレイが標準で採用された。最大離陸重量は8,600 kg（19,000ポンド）であり、19人の乗客を搭乗させた状態で715 km（386 nmi）の範囲を、最大巡航速度時速390 km/h（210 kn）で飛行することが可能である。

## 開発
モデル408は、2017年11月28日にテキストロン・アビエーションによって発売され、2020年に導入が計画された。408の基本設計は以前に採用されたセスナ208キャラバン同様、フェデックスの要件に一致するよう開発が行われた。フェデックスがローンチカスタマーとなり、確定50機、オプション50機の契約である。なお、契約当時の一機辺りの機体価格は550万ドル（約6億7千万円）であった。
最初の風洞試験は2018年3月に完了し、当初2019年に初飛行が計画され2020年頃から納入が予定されていたが、コロナウイルスの世界的な流行により、テキストロンだけでなく関連企業や政府機関までもが影響を受けたことで初飛行は2020年5月17日にずれ込んでいる。なお、フェデックスは2020年から4年に渡り毎月一機の受領を計画しており、オプションに同意した場合は月に2機の受領となる計画である。このほか、2018年10月に開催された全米ビジネス航空協会上で19人乗り旅客型の実物大モックアップが展示された。初号機となる翼と胴体の結合作業は2019年12月に完了した。

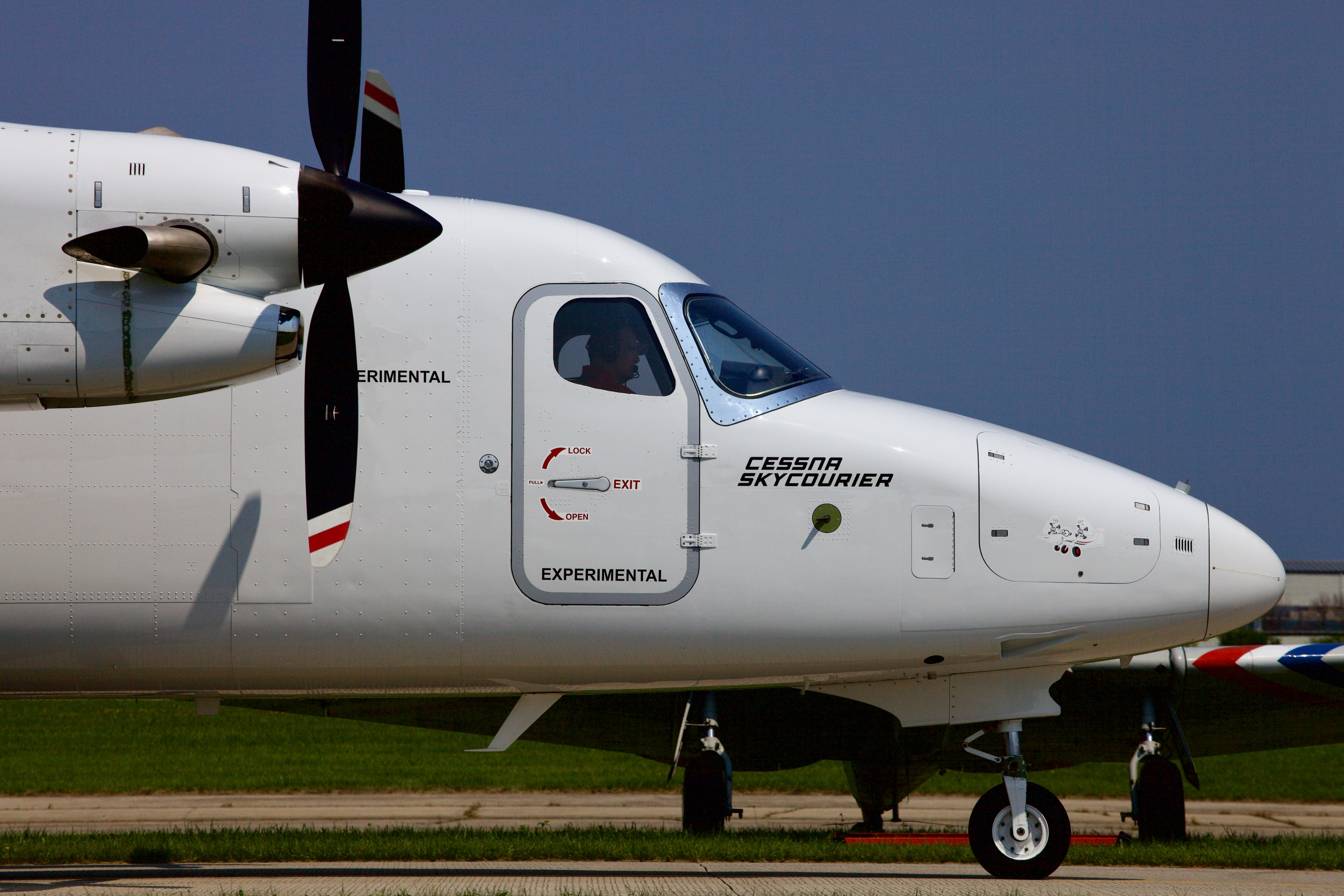
飛行試験中であることを示す「エクスペリメンタル」表示が行われている

2020年3月までに地上試験が完了し、ここでは燃料システム、エンジン、航空電子工学インターフェース、および電気システムなどのチェックが行われている。2020年5月17日、ビーチクラフトが所有する空港「ビーチファクトリー空港」から2時間15分に渡る初飛行が行われ飛行試験に成功した。使用された初号機は追加飛行試験や地上試験など認証に纏わる試験に使用されるため、2号機が2020年8月11日に初飛行を行っている。2号機はライン工程で製造された機体となり、エンジン、プロペラ、環境、および航空電子工学の試験に使用される。2020年9月には三号機が初飛行を行っている。
2021年時点での機体価格は、貨物型が685万ドル（約8億3千万円）、旅客型が737万5000ドル（約9億円）である。2021年4月、テキストロンは型式認証が年末までに完了し、2022年の春から夏頃にかけ最初の納入が開始されるであろうと発表を行っている。2021年、航空ショーであるEAA エアベンチャー・オシュコシュ会場において初披露された。
2022年2月3日にフェデックス向けの製造ラインの稼働を開始、この時点で3機のテスト機は合計2,100時間以上の飛行時間が蓄積されており、連邦航空局の型式証明は2,100時間の飛行テストの後に行われ、2022年3月11日に正式に認証された。

## 仕様
セスナ社の公表データによる。
| 名目                       | 旅客型                                                                | 貨物型                                                                |
| -------------------------- | --------------------------------------------------------------------- | --------------------------------------------------------------------- |
| 乗員                       | 2名                                                                   | 2名                                                                   |
| 全長                       | 16,80 m (55 ft 1 in)                                                  | 16,80 m (55 ft 1 in)                                                  |
| 全高                       | 6,30 m (20 ft 8 in)                                                   | 6,30 m (20 ft 8 in)                                                   |
| 翼幅                       | 22,02 m (72 ft 3 in)                                                  | 22,02 m (72 ft 3 in)                                                  |
| 翼面積                     | 40.97 m2 （441.0 sq ft）                                              | 40.97 m2 （441.0 sq ft）                                              |
| アスペクト比               | 11.8                                                                  | 11.8                                                                  |
| 空虚重量                   | 5,591 kg (12,325 lb)                                                  | 4,990 kg (11,000 lb)                                                  |
| 最大離陸重量               | 8,618 kg (19,000 lb)                                                  | 8,618 kg (19,000 lb)                                                  |
| エンジン                   | ターボプロップ PT6A-65SC×2 各830kW (1100 shp)                         | ターボプロップ PT6A-65SC×2 各830kW (1100 shp)                         |
| プロペラ                   | マッコーリー アルミニウム4枚ブレード×2 自動フェザリング、リバース機能 | マッコーリー アルミニウム4枚ブレード×2 自動フェザリング、リバース機能 |
| 燃料積載量                 | 2,189 kg（4,826 lb） / 2,725 ℓ（720 gal）シングルポイント給油方式     | 2,189 kg（4,826 lb） / 2,725 ℓ（720 gal）シングルポイント給油方式     |
| 最大巡航速度               | 390 km/h (210 ktas)                                                   | 390 km/h (210 ktas)                                                   |
| 実用上昇限度               | 7,620 m (25,000 ft)                                                   | 7,620 m (25,000 ft)                                                   |
| 最大航続距離               | 1,700 km (920 nm)                                                     | 1,700 km (920 nm)                                                     |
| 2268kg搭載時の最大航続距離 | 741 km (400 nm)                                                       | 741 km (400 nm)                                                       |
| 必要離陸距離               | 1,116 m（3,660 ft）                                                   | 1,116 m（3,660 ft）                                                   |
| ユニットコスト             | 685万ドル（約8億3千万円）                                             | 737万5000ドル（約9億円）                                              |

## 競合機
- ドルニエ 228
- デ・ハビランド・カナダ DHC-6
- Y-12
- L-410
- エアクラフト・インダストリーズ L 410 NG（英語版）
- インドネシアン・エアロスペース N-219（英語版）
- PZL M28 Skytruck（英語版）
- Desaer ATL-100（英語版）